# Sarcophaga nigricaudata
Sarcophaga nigricaudata är en tvåvingeart som beskrevs av Povolny och Slameckova 1982. Sarcophaga nigricaudata ingår i släktet Sarcophaga och familjen köttflugor. Inga underarter finns listade i Catalogue of Life.